# Ibrahima Keita
Ibrahima Keita (ur. 8 listopada 2001 w Bamako) – mauretański piłkarz pochodzenia malijskiego grający na pozycji prawego obrońcy Od 2023 jest zawodnikiem klubu TP Mazembe.

## Kariera klubowa
Swoją karierę piłkarską Keita rozpoczął w klubie Guidars FC. W sezonie 2018 zadebiutował w nim w drugiej lidze malijskiej. W sezonie 2020/2021 grał w maurytyjskim drugoligowcu, FC Deuz, a w sezonie 2021/2022 w czwartoligowym francuskim FC 93 Bobigny. W 2022 przeszedł do FC Nouadhibou. W sezonie 2022/2023 został z nim mistrzem kraju. W 2023 został zawodnikiem TP Mazembe.

## Kariera reprezentacyjna
W reprezentacji Mauretanii Keita zadebiutował 26 marca 2022 w wygranym 2:1 towarzyskim meczu z Mozambikiem, rozegranym w Nawakszucie. W 2024 roku powołano go do kadry na Puchar Narodów Afryki 2023.